# Hinteres Stöckigt
Koordinaten: 51° 1′ 40″ N, 12° 33′ 3″ O

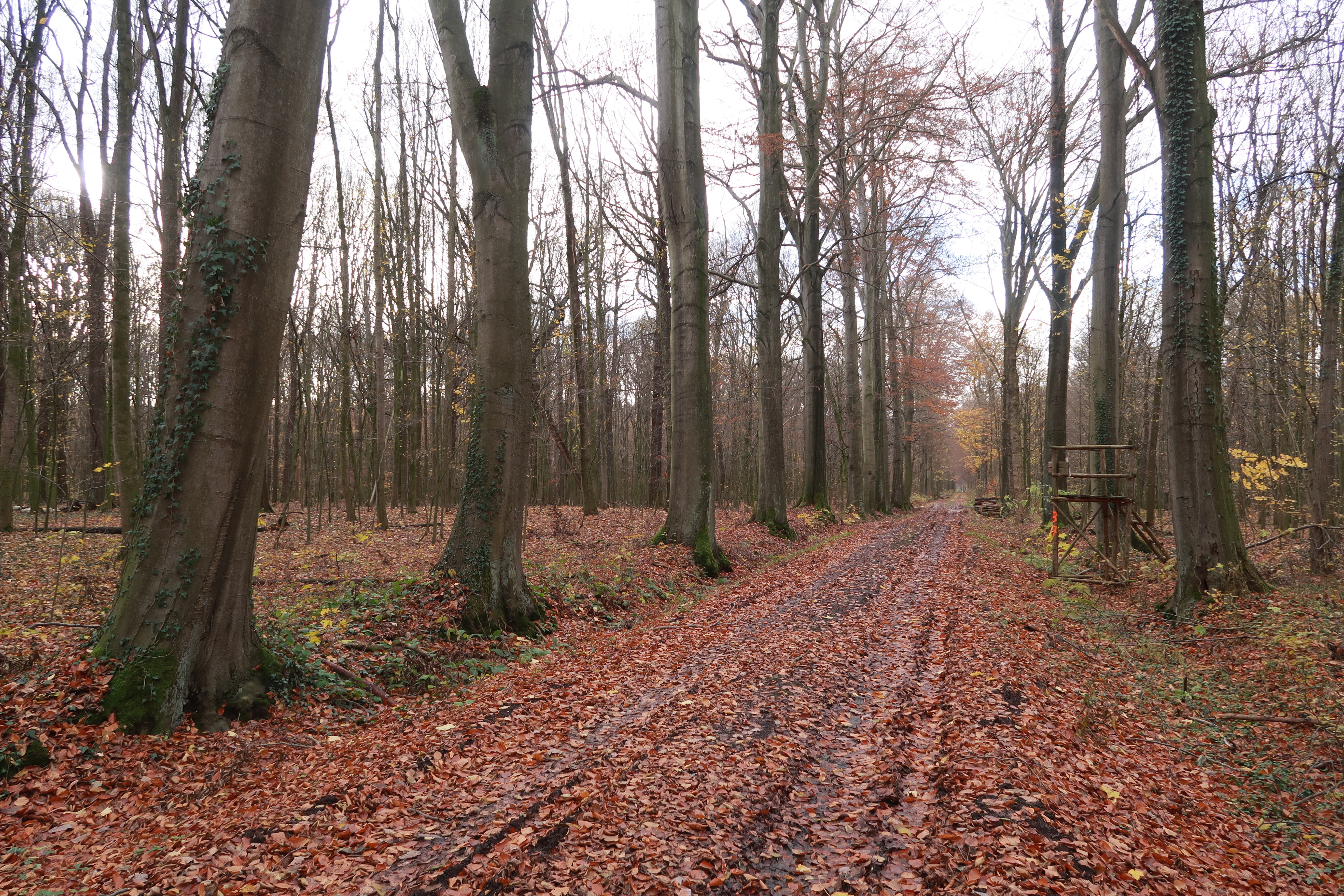
Naturschutzgebiet Hinteres Stöckigt (November 2017)

Das Naturschutzgebiet Hinteres Stöckigt liegt im Landkreis Leipzig in Sachsen. Das Gebiet erstreckt sich nordwestlich von Dolsenhain, einem Ortsteil der Stadt Frohburg. Am nördlichen Rand des Gebietes verläuft die B 7 und am östlichen Rand die S 51. Südwestlich verläuft die Landesgrenze zu Thüringen.

## Bedeutung
Das rund 31,1 ha große Gebiet mit der NSG-Nr. L 31 wurde im Jahr 1997 unter Naturschutz gestellt.